# Gammarus osellai
Gammarus osellai is een vlokreeftensoort uit de familie van de Gammaridae. De wetenschappelijke naam van de soort is voor het eerst geldig gepubliceerd in 1977 door Karaman & Pinkster.
Deze 15 mm (man) grote gammaride komt voor in zoete wateren in het centrale deel van Turkije.